# Campazas
Campazas is een gemeente in de Spaanse provincie León in de regio Castilië en León met een oppervlakte van 20,88 km². Campazas telt 122 inwoners (1 januari 2016).

## Demografische ontwikkeling
Bron: INE, 1857-2011: volkstellingen
Opm.: Tot 1857 behoorde Campazas tot de gemeente Gordoncillo